# Aeroppia peruensis
Aeroppia peruensis är en kvalsterart som beskrevs av Hammer 1961. Aeroppia peruensis ingår i släktet Aeroppia och familjen Oppiidae. Inga underarter finns listade i Catalogue of Life.